# Abenakiit-(Ce)
Abenakiit-(Ce) (McDonald, Chao, Grice, 1994), chemický vzorec Na26(Ce,Nd,La,Pr,Th,Sm)6(SiO3)6(PO4)6(CO3)6(SO2)O, je klencový minerál. Pojmenován podle indiánského kmene Abenaki, který obýval oblast v okolí naleziště.

## Původ
Akcesorický nerost nefelínických syenitů

## Morfologie
Tvoří jednotlivá eliptická zrna, 1 x 2 mm velká.

## Vlastnosti
- Fyzikální vlastnosti: Tvrdost 4–5, křehký, hustota 3,21 g/cm³, štěpnost nedokonalá podle {0001}, lom lasturnatý
- Optické vlastnosti: Barva: bledě hnědá. Lesk skelný, průhlednost: průhledný, vryp bílý.
- Chemické vlastnosti: Složení: Na 20,41 %, (Ce,Nd,La,Pr,Th,Sm) 29,51 %, Si 5,75 %, P 6,35 %, C 2,46 %, S 1,10 %, O 34,42 %. Rozpouští se v HCl.

## Parageneze
egirin, eudialyt, sérandit, manganoneptunit, polylithionit, steenstrupin-(Ce)

## Naleziště
- Kanada – Poudrette quarry (lom, Saint Hilaire, Rouville Co.), Québec jednotlivá eliptická zrnka 1x2 mm velká v xenolitu sodalitického syenitu v nefelínickém syenitu. Abenakiit-(Ce) je uzavírán v sodalitu a je povlečen neidentifikovaným nerostem ze skupiny rhabdofánu, který vzniká jeho přeměnou (alterací).